# أليكساندر باست
أليكساندر باسّت (بالفرنسية: Alexandre Basset)‏ هو كاتب وكاتب مسرحي فرنسي، ولد في 1796 في نيس في فرنسا، وتوفي في 22 أبريل 1870 في الدائرة الثامنة في باريس في فرنسا.